# 圣维克托德塞雪
圣维克托德塞雪（法語：Saint-Victor-de-Cessieu，法語發音：[sɛ̃ viktɔʁ də sɛsjø]，意为“塞雪的圣维克托”）是法国伊泽尔省的一个市镇，属于拉图尔迪潘区。

## 地理
圣维克托德塞雪（45°32'27"N, 5°23'29"E）面积12.22 平方千米，位于法国奥弗涅-罗讷-阿尔卑斯大区伊泽尔省，该省份为法国东南部内陆省份，北起顺时针与安省、萨瓦省、上阿尔卑斯省、德龙省、阿尔代什省、卢瓦尔省和罗讷省。
与圣维克托德塞雪接壤的市镇（或旧市镇、城区）包括：塞雪、圣布朗迪娜、圣让德苏丹、塞雷赞德拉图尔、叙雪、托尔舍弗隆。

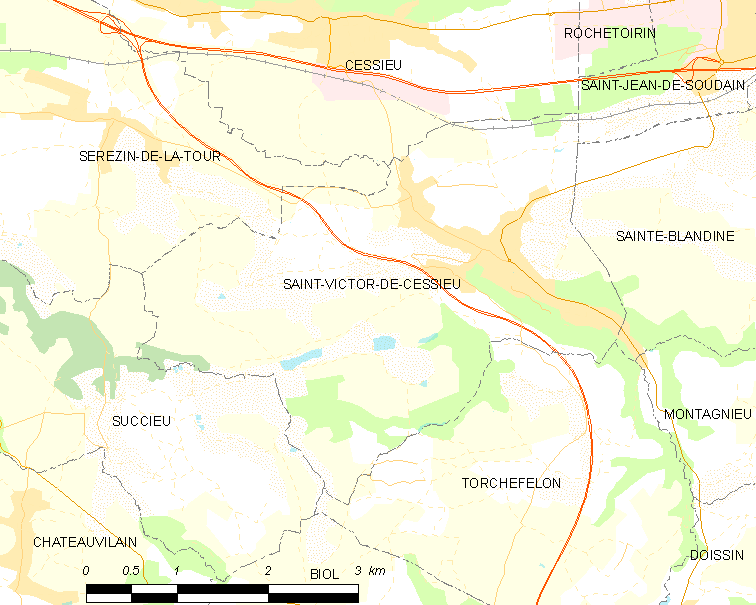
圣维克托德塞雪的OSM定位图

圣维克托德塞雪的时区为UTC+01:00、UTC+02:00（夏令时）。

## 行政
圣维克托德塞雪的邮政编码为38110，INSEE市镇编码为38464。

## 政治
圣维克托德塞雪所属的省级选区为拉图尔迪潘县。

## 人口

1962-2008年间圣维克托德塞雪人口变化图示

圣维克托德塞雪于2022年1月1日时的人口数量为2170人。